# Seznam léčivých rostlin, N–O
Toto je seznam léčivých rostlin, jejichž český název začíná písmeny N+O.

CELÝ SEZNAM A-B-C-Č-D+Ď-E+F+G-H-Ch+I+J-K-L-M-N+O-P-R+Ř-S+Š-T+U-V+W+Y-Z+Ž

## N+O
| Český název (další českojazyčné a lidové názvy)       | Vědecký název                                   | Užívaná část                                                  | Lékopisný název                                                               | Charakteristika účinků a použití                                                                             | Botanické vyobrazení nebo fotka |
| ----------------------------------------------------- | ----------------------------------------------- | ------------------------------------------------------------- | ----------------------------------------------------------------------------- | --- | ------------------------------- |
| Nadmutice bobulnatá (sktybovka, nadragula, nadrahule) | Cucubalus baccifer (L.)                         |                                                               |                                                                               | hemostatikum, ke stavění krvácení a prevenci krvácivosti                                                     |                                 |
| Naduť daigremontova                                   | Kalanchoe daigremontiana (Hamet) (Perrier)      |                                                               |                                                                               | |                                 |
| Náprstník červený                                     | Digitalis purpurea (L.)                         | sušené listy                                                  | Digitalis purpureae folium                                                    | kardiotonikum                                                                                                |                                 |
| Náprstník velkokvětý                                  | Digitalis grandiflora (Mill.)                   | listy                                                         |                                                                               | kardiotonikum                                                                                                |                                 |
| Narcis bílý                                           | Narcissus poëticus (L.)                         |                                                               |                                                                               | |                                 |
| Narcis žlutý                                          | Narcissus pseudonarcissus (L.)                  |                                                               |                                                                               | |                                 |
| Neptunova tráva                                       | Posidonia oceanica (L.) (Delile)                |                                                               |                                                                               | |                                 |
| Netík venušin vlas                                    | Adiantum capillus-veneris (L.)                  |                                                               |                                                                               | |                                 |
| Netřesk menší                                         | Sempervivum minus (Turrill)                     |                                                               |                                                                               | | [[Soubor:\|100px]]              |
| Netřesk střešní                                       | Sempervivum tectorum (L.)                       |                                                               |                                                                               | |                                 |
| Netýkavka nedůtklivá                                  | Impatiens noli-tangere (L.)                     |                                                               |                                                                               | |                                 |
| Nevadlec hřebenitý                                    | Celosia argentea (L.)                           |                                                               |                                                                               | |                                 |
| Nocenka zahradní                                      | Mirabilis jalapa (L.)                           |                                                               |                                                                               | |                                 |
| Noholist štítnatý                                     | Podophyllum peltatum (L.)                       |                                                               |                                                                               | |                                 |
| Nopál košelinový                                      | Opuntia cochenillifera (L.) (Mill.)             |                                                               |                                                                               | |                                 |
| Ocún jesenní (naháč, sirotka)                         | Colchicum autumnale (L.)                        |                                                               |                                                                               | |                                 |
| Odemka vodní                                          | Catabrosa aquatica (L.) (P.B.)                  |                                                               |                                                                               | |                                 |
| Odur černomořský (pěnišník žlutý)                     | Rhododendron luteum (Sweet)                     |                                                               |                                                                               | |                                 |
| Ohnice rolní                                          | Raphanus raphanistrum (L.)                      |                                                               |                                                                               | |                                 |
| Ochmet evropský                                       | Loranthus europaeus (Jacq.)                     |                                                               |                                                                               | |                                 |
| Okrotice                                              | Cephalanthera (L.)                              |                                                               |                                                                               | |                                 |
| Okřehek menší                                         | Lemna minor (L.)                                |                                                               |                                                                               | |                                 |
| Okurka setá                                           | Cucumis sativus (L.)                            |                                                               |                                                                               | |                                 |
| Oleandr obecný bobkovnice                             | Nerium oleander (L.)                            | listy                                                         | Folium oleandri                                                               | kardiotonikum                                                                                                |                                 |
| Olešník kmínolistý                                    | Selinum carvifolia (L.)                         |                                                               |                                                                               | |                                 |
| Olivovník evropský                                    | Olea europaea                                   | plody, olej, listy                                            | Fructus oleae, Olivae oleum virginale, Olivae oleum raffinatum ,Folium olivae | plody a olej - podporují rozpouštění močových a žlučových kaménků, listy - hypotonikum (snižují krevní tlak) |                                 |
| Olše lepkavá                                          | Alnus glutinosa (L.) (Gaertn.)                  |                                                               |                                                                               | |                                 |
| Olše šedá                                             | Alnus incana (L.) (Moench)                      |                                                               |                                                                               | |                                 |
| Oman hnidák                                           | Inula conyzae (Griess.) (Meikle)                |                                                               |                                                                               | |                                 |
| Oman pravý                                            | Inula helenium                                  | kořen                                                         | Radix inulae, Folium inulae                                                   | Při tuberkulóze a jiných plicních onemocněních. Zdroj inulinu pro další farmaceutické zpracování.            |                                 |
| Oměj jedhoj (oměj tenkolistý)                         | Aconitum anthora (L.)                           |                                                               |                                                                               | |                                 |
| Oměj šalamounek                                       | Aconitum napellus (L.)                          |                                                               |                                                                               | |                                 |
| Oměj vlčí mor                                         | Aconitum lycoctonum (L.)                        |                                                               |                                                                               | |                                 |
| Opletník plotní                                       | Calystegia sepium (L.) (R.Br.)                  |                                                               |                                                                               | |                                 |
| Orlíček planý                                         | Aquilegia vulgaris (L.)                         |                                                               |                                                                               | |                                 |
| Orobinec malý                                         | Typha minima (L.)                               |                                                               |                                                                               | |                                 |
| Orobinec úzkolistý                                    | Typha angustifolia (L.)                         |                                                               |                                                                               | |                                 |
| Orsej jarní                                           | Ficaria verna (Huds.)                           |                                                               |                                                                               | |                                 |
| Ořešák popelavý                                       | Juglans cinerea (L.)                            |                                                               |                                                                               | |                                 |
| Ořešák černý                                          | Juglans nigra (L.)                              |                                                               |                                                                               | |                                 |
| Ořešák královský (ořešák vlašský, vlašský ořech)      | Juglans regia (L.)                              | listy, mast (z listů), olej (z plodů), čerstvé oplodí a listy | Folia jungladis, Extractum jugladis folii, Extraktum jugladis nucis, Juglans  | krevčistící při kožních onemocněních                                                                         |                                 |
| Ořechovec pekanový                                    | Carya illinoinensis (Wangenh.) (K.Koch)         |                                                               |                                                                               | |                                 |
| Ořechovec vejčitý                                     | Carya ovata (Mill.) (C.Koch)                    |                                                               |                                                                               | |                                 |
| Osívka jarní                                          | Erophila verna (L.) (DC.)                       |                                                               |                                                                               | |                                 |
| Osladič obecný                                        | Polypodium vulgare (L.)                         |                                                               |                                                                               | |                                 |
| Osladičec doubravní                                   | Phegopteris connectilis (Michx. Fil.) (Watt)    |                                                               |                                                                               | |                                 |
| Oslizák líbezný                                       | Aegle marmelos (L.) (Corrêa)                    |                                                               |                                                                               | protiprůjmový prostředek                                                                                     |                                 |
| Ostrolist poléhavý                                    | Asperugo procumbens (L.)                        |                                                               |                                                                               | |                                 |
| Ostružiník křovitý                                    | Rubus fruticosus (L.)                           | listy                                                         | Folia Rubi fructicosi                                                         | stahující účinek při průjmech a hojení ran                                                                   |                                 |
| Ostropes trubil (bílý trn)                            | Onopordum acanthium (L.)                        | kvetoucí nať nebo kořen                                       | Herba seu Radix onopordonis acanthii                                          | adstrigens, dermatologikum                                                                                   |                                 |
| Ostropestřec mariánský                                | Silybum marianum (L.) (Gaertn.)                 | semena                                                        | Fructus cardui mariae, Cardus marianus                                        | regenerace jater                                                                                             |                                 |
| Ostřice hnědá                                         | Carex brunnescens (Pers.) (Poir.)               |                                                               |                                                                               | |                                 |
| Ostřice třeslicovitá                                  | Carex brizoides (L.)                            |                                                               |                                                                               | |                                 |
| Oves hluchý                                           | Avena fatua (L.)                                |                                                               |                                                                               | |                                 |
| Ostřice písečná                                       | Carex arenaria                                  |                                                               |                                                                               | |                                 |
| Oves setý                                             | Avena sativa (L.)                               | ovesné zrno, ovesná sláma, čerstvá kvetoucí rostlina          | -,Stramentum avenae, Avena sativa                                             | zklidňující, do koupele na kožní neduhy                                                                      |                                 |
| Ovsík obecný                                          | Arrhenatherum elatius (L.) (P.Beauv.) (J.Presl) |                                                               |                                                                               | |                                 |
| Ovsiřík útlý                                          | Ventenata dubia (Leers) (Coss.) (Durieu)        |                                                               |                                                                               | |                                 |
| Ožanka čpavá                                          | Teucrium scordium (L.)                          |                                                               |                                                                               | |                                 |
| Ožanka kalamandra                                     | Teucrium chamaedrys (L.)                        |                                                               |                                                                               | |                                 |